# Distrito de Anuradhapura
Anuradhapura (en tamil: அனுராதபுரம் மாவட்டம்) es un distrito de Sri Lanka en la provincia Central del Norte. Código ISO: LK.AD.
Comprende una superficie de 7179 km².
El centro administrativo es la ciudad de Anuradhapura.

## Demografía
Según estimación 2010 contaba con una población total de 830 000 habitantes, de los cuales 423 000 eran mujeres y 407 000 varones.